# Lill-Rassen
Lill-Rassen är en sjö i Härjedalens kommun i Härjedalen och ingår i Ljusnans huvudavrinningsområde. Sjön har en area på 0,234 kvadratkilometer och ligger 766,5 meter över havet.

## Delavrinningsområde
Lill-Rassen ingår i det delavrinningsområde (690968-136024) som SMHI kallar för Ovan 690771-136258. Medelhöjden är 717 meter över havet och ytan är 13,79 kvadratkilometer. Räknas de 23 avrinningsområdena uppströms in blir den ackumulerade arean 159,4 kvadratkilometer. Rånden som avvattnar avrinningsområdet har biflödesordning 2, vilket innebär att vattnet flödar genom totalt 2 vattendrag innan det når havet efter 324 kilometer. Avrinningsområdet består mestadels av skog (96 procent). Avrinningsområdet har 0,23 kvadratkilometer vattenytor vilket ger det en sjöprocent på 1,7 procent.